# Love You to Bits
Love You to Bits (с англ. — «Люблю тебя до кусочков») — это укажи-и-щелкни приключенческая игра, доступная для мобильных устройств с операционными системами iOS и Android. Игрок управляет персонажем по имени Космо, который путешествует по разным планетам, чтобы собрать части робота по имени Нова. Каждая планета представлена отдельной локацией-уровнем. Игрок должен взаимодействовать с окружающем пространством и персонажами, решая головоломки и проходя уровень.
Разработкой игры занималась студия Alike Studio, создавшая в 2013 году успешную игру с аналогичным игровым процессом — Tiny Thief. Игра получила в целом признание игровых критиков, похваливших игру за её художественный стиль и повествовательную линию. Однако игровой процесс с головоломки получили разные оценки, от положительных, до сдержанных.

## Сюжет и игровой процесс
Игра представляет собой пошаговую Point-and-click-головоломку, где игрок управляет мужским персонажем по имени Космо. Передвижение персонажа осуществляется путём нажатия на место, куда персонаж должен переместится. Согласно сюжету, Космо путешествовал в космосе вместе с робо-девушкой по имение Нова. Однако в результате нападения на их корабль, Нова была уничтожена и её детали разлетелись по разным уголкам космоса. Космо должен путешествовать по планетам и космическим станциям, чтобы по очереди собирать части робота. Игра предлагает для прохождения 28 уровней, каждый из которых представляет собой одну или несколько локаций. В каждой из локаций располагается одна часть механического тела Новы, которую Космо должен раздобыть. Каждая локация не похожа на предыдущую. В одних случаях это могут быть городские районы, жилые участки, или же катакомбы, руины, лаборатории или лабиринты. В локации располагается множество предметов и персонажей, с которыми Космо может взаимодействовать. Персонаж может собирать предметы и использовать их для того, чтобы забраться на недоступные уровни или чтобы устранять разного рода препятствия. Также препятствия представлены в виде не игровых персонажей или монстров. Чтобы пройти уровень, Космо может их отвлекать, прогонять или же «задабривать», вручая найденные предметы.
На каждом уровне также Космо может подобрать особые предметы, не влияющие на прогресс, однако они раскрывают в виде коротких видео-вставок детали сюжета и предыстории знакомства Космо и Новы.
Игра лишена каких либо элементов стресса. Игрок не может провалить уровень, попасть в тупик или умереть. А прохождение возможно путём проб и ошибок.

## Создание и выпуск
Игра Love you to Bits была создана после успеха игры Tiny Thief, выпущенной ещё в 2013 году, сыскавшей большой успех и признание игровых критиков. Её разработкой занималась команда Barcelona 5ants под лейблом Rovio Stars. После успеха их проекта, команда сформировала студию Alike Studio и в сотрудничестве с Pati.io начала разработку новой игры. Если Alike Studio занималась игровым и художественным дизайном, то Pati.io занималась программированием и игровым процессом. В результате двух лет разработки, была создана игра Love you to Bits с управлением point-and-click и полностью визуальным управлением. В отличие от Tiny Thief, издателем новой игры больше не выступала компания Rovio. По этой причине процесс разработки шёл достаточно медленно и за счёт самофинансирования со стороны команды разработчиков. Команда призналась, что создание игры сопровождалось значительными трудностями, но и одновременно им была предоставлена полная творческая свобода, невозможная, если бы их проект финансировала Rovio. Тем не менее Love you to Bits унаследовала многие элементы из игры Tiny Thief, такие, как похожий художественный дизайн, игровую механику и управление. Тем не менее главное отличие заключается в том, что создатели решили придать новую глубину игре в виде демонстраций комиксов о совместной жизни игровых персонажей Космо и Новы.
Выход игры состоялся 25 февраля 2016 года для мобильных устройств iPhone и iPad. 19 октября 2017 года игра вышла для устройств с операционной системой Android.

## Критика
| Сводный рейтинг    | Сводный рейтинг |
| Агрегатор          | Оценка          |
| ------------------ | --------------- |
| Metacritic         | 86/100          |
| Иноязычные издания |                 |
| Издание            | Оценка          |
| Gamezebo           | [ 3 ]           |
| Apple'N'Apps       | 90 %            |
| AppAdvice          | [ 1 ]           |
| Multiplayer.it     | 8,0             |
| Vandal             | 8/10            |
| IGN Spain          | 7,5/10          |
| Pocket Gamer UK    | [ 5 ]           |

Игра получила признание со стороны игровых критиков. Средняя оценка на сайте-аггрегаторе Metacritic составляет 86 баллов из 100. Критики похвалили однозначно визуальную составляющую игры, а также элемент повествования, игровой процесс получил боле сдержанный отзыв. С одной стороны лишённое элементов жестокости прохождение придётся по душе игрокам, не любящим стресс в игре, с другой стороны другим игрокам такое прохождение может показаться скучным, лишённым глубины. Разные оценки также получила сложность предоставленных головоломок. Одни критики считают их сложными, другие же наоборот слишком простыми, решаемыми методом проб и ошибок.
Том Критистиансен, критик сайта Gamezebo назвал завязку истории очаровательной, а уровни прохождения увлекательными и разнообразными. Критик заметил, что «игра представляет собой комбинацию восхитительного художественного стиля, наивной концепции и детского понимания того, что "если мы соберём её, всё будет хорошо, верно?"». Критистиансен также заметил, что игра предлагает спокойный и расслабленный опыт прохождения, который лишён каких либо элементов стресса и насилия.
Кристина Чан с сайта Appadvice назвала Love you to Bits эстетически великолепной игрой, которая особенно подойдёт игрокам, любящим чувственные истории и научную фантастику в космосе: «Визуальная составляющая в игре потрясающе красива и прекрасно смотрится на экранах Retina. Графика выглядит мультяшной, но если присмотреться достаточно внимательно, то она окажется эстетичной, и наполненной тонкими деталями. Цвета в игре варьируются от мягких и приглушённых оттенков, до ярких в зависимости от локации, в которой вы находитесь». Чан заметила также, что управление в игре достаточно простое, а сами головоломки сложные и интересные, а также, что каждый уровень прохождения предлагает совершенно разный опыт. В одних уровнях персонажу требуется решать головоломки и собирать предметы, в других же проходить лабиринты с оптическими иллюзиями, что несомненно придётся по душе поклонникам Monument Valley.
Альберто Гонсалес с сайта Vandal.elespanol считает, что Love you to Bits достойна того, чтобы стать страницей в истории видеоигр на фоне того, что игры, созданные специально для мобильных устройств и планшетов незаслуженно причисляются к второстепенным жанрам. Критик заметил явное сходство игры с её предшественником — Tiny Thief, также заметив, что Love you to Bits унаследовала лучшие её качества в виде хорошо продуманной механики управления. Тем не менее критик считает, что механика игры чувствуется упрощённой в сравнении с Tiny Thief, а вариации прохождения уровней более ограниченными. Главное отличие по мнению критика заключается в углублении в сюжетную составляющую, мотивирующую игрока «отправляться» в космические приключения. Гонсалез заметил, что игра подкупает простым игровым процессом, отлично адаптированным к сенсорному экрану. Также критик заметил, что в отличие от многих других платных «слишком коротких» пошаговых мобильных игр, Love you to Bits предлагает достаточно большое количество уровней, которые обеспечат игроку многочасовое прохождение.
Альберт Маньон с сайта IGN Spain заметил, что Love you to Bits особенно выделяется своим красивым художественным оформлением сценариев, «каждый из которых предлагает превосходное качество в дизайне персонажей и каждой отдельной анимации». Критик заметил, что создатель явно вдохновлялся такими играми, как Zelda, Limbo, Stubies, а также фильмами о «Звёздных Войнах» и «Бегущему по Лезвию». Повествовательная линия создавалась явно под впечатлением таких игр, как Year Walk, Machinarium и Samorost от Amanita Design, а также графических приключений, созданных студией LucasArts в 90-е годы. В качестве основного недостатка, Маньон указал на слишком простое прохождение: «Взаимодействие с инвентарём почти нулевое, а многие головоломки решаются методом проб и ошибок». Критик не рекомендует игру игрокам, любящим сложное прохождение с элементами стресса или же с интеллектуальной нагрузкой. Тем не менее критик признал, что Love you to Bits достойна звания одной из лучших игр для iOS 2016 года.
Наиболее сдержанный отзыв об игре оставила Марк Браун с сайта PocketGamer, который заметил, что Love you to Bits, как игра, завязанная на логическом прохождении уровней, сама же предлагает нелогичные сценарии прохождения: «На одном уровне вы должны растопить снег, чтобы превратить его в воду — но почему солнечный свет для этого подходит, а огонь — нет? И почему бы просто не положить кувшин под дождевое облако и наполнить его жидкостью? И почему песок тушит пламя, а большой кувшин воды - нет?». Таким образом критик заметил, что данные проблемы выявляют ограниченный характер прохождения, который требует от игрока проходить уровни скорее методом проб, нежели прибегая к логике. Тем не менее критик заметил, что игра подкупает своей визуальной составляющей, явно вдохновлённой играми Monument Valley и Limbo.